# Carl Jacobsen (Brauer)

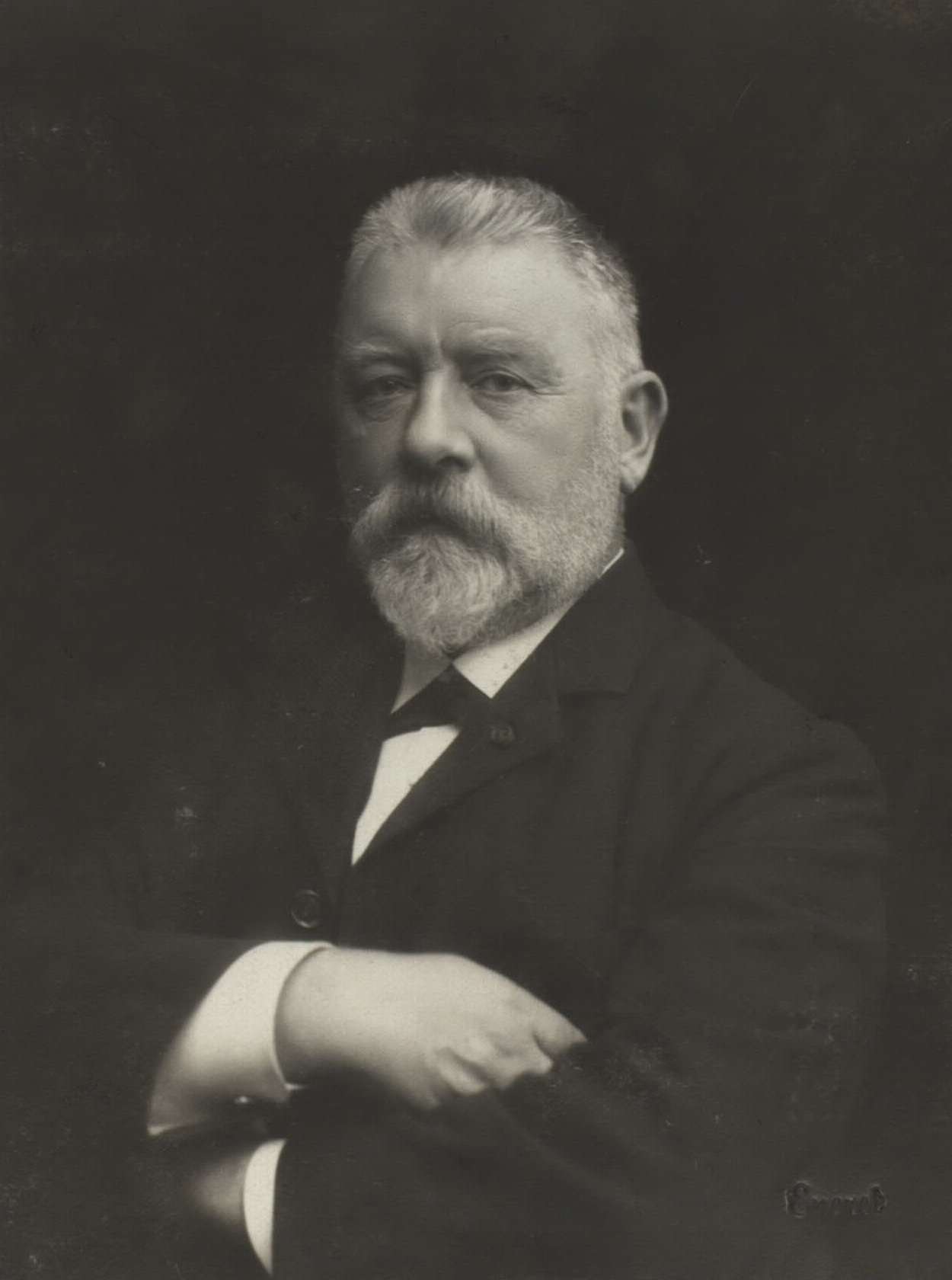
Carl Jacobsen (1902)

Carl Christian Hilmann Jacobsen (* 2. März 1842 in Kopenhagen; † 11. Januar 1914 in Frederiksberg) war ein dänischer Brauereiunternehmer, Kunstsammler und Stifter. 1888 schenkte er dem dänischen Volk seine umfangreiche Sammlung antiker und zeitgenössischer Skulpturen, die in der Ny Carlsberg Glyptotek ausgestellt wird.

## Biografie und Tätigkeit als Brauereiunternehmer

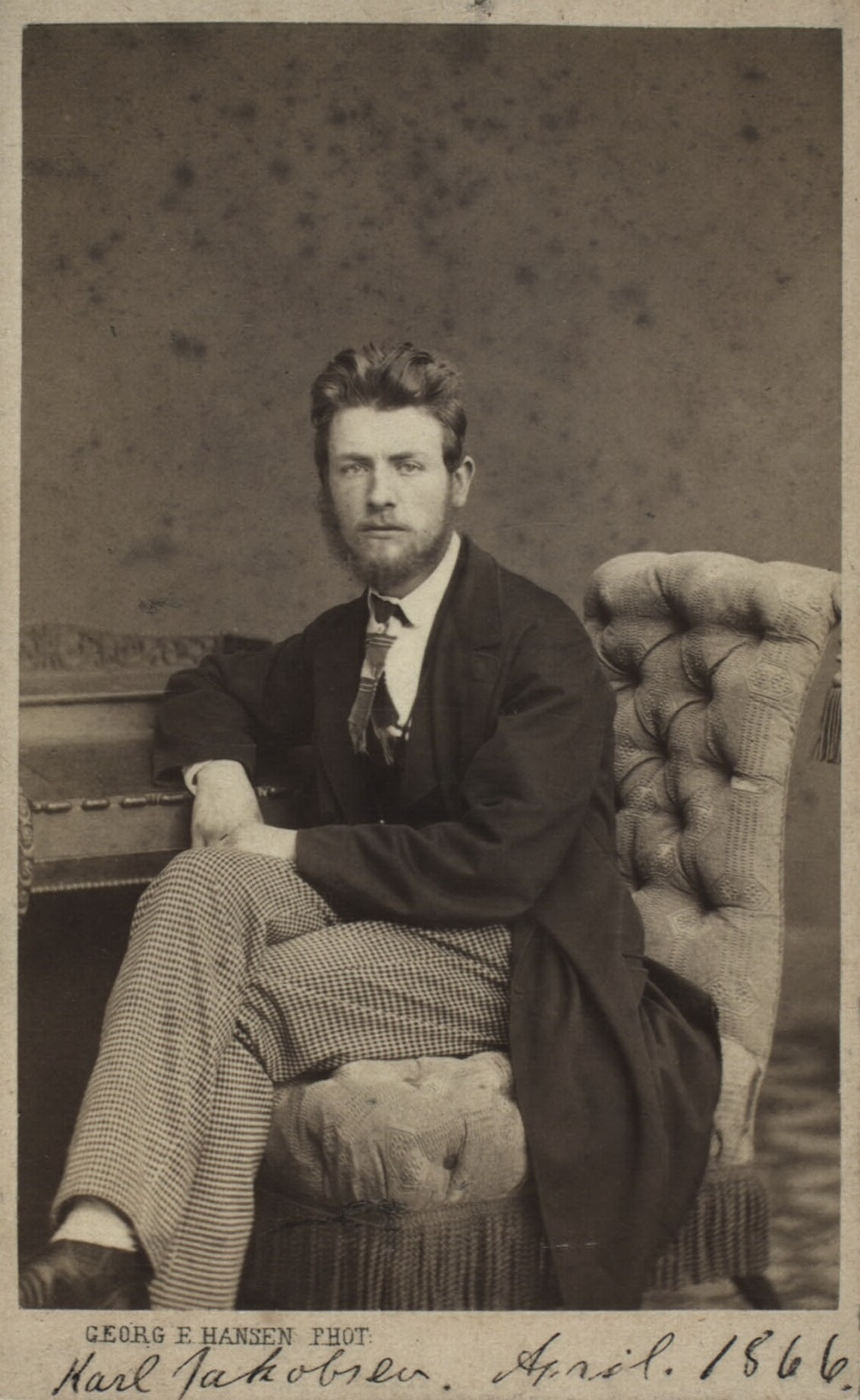
Jacobsen als junger Mann (1866)

Carl Jacobsen war einziges Kind des Brauereiunternehmers Jacob Christian Jacobsen. Von 1847 bis 1861 besuchte er die Borgerdydskole (deutsch: „Bürgertugendschule“) in Christianshavn. Auf Wunsch des Vaters sollte er sich nach dem Schulabschluss zunächst gründliches theoretisches Wissen aneignen, weshalb er am Polytechnikum und an der Landwirtschaftsschule Chemie und Bauzeichnen studierte. Doch bevor er sein Studium abschließen konnte, entschied der autoritäre Vater 1866, seinen Sohn Carl Jacobsen, wie dieser es später ausdrückte, „des Landes zu verweisen“, um ihn von einer Liebesgeschichte abzubringen. Nun folgte der praktische Teil seiner Ausbildung bei zahlreichen Brauereien (Erhardt bei Straßburg; Veltens in Marseille; Gabriel Sedlmayrs „Zum Spaten“ in München; Brauereien Dreher bei Wien und Budapest; William Younger in Edinburgh; Evershed-Brauerei in Burton-upon-Trent).
1870 kam Carl Jacobsen nach Kopenhagen zurück und sollte nach dem Wunsch des Vaters nicht in den väterlichen Betrieb Carlsberg eintreten, sondern eine eigene Brauerei leiten, die der Vater ihm verpachtete. Diese neu erbaute Brauerei, Ny Carlsberg genannt, nahm im Februar 1871 ihre Produktion auf. Nach dem Plan des Vaters sollte Jacobsen in seiner Brauerei englische obergärige Biere herstellen, während der Vater in der alten Carlsberg-Brauerei weiter untergäriges bayrisches Lagerbier produzierte. Von den englischen Bieren war jedoch nur das Porter erfolgreich, so dass der Sohn bald ebenfalls in großen Mengen Lager braute. Darüber verärgert, veranlasste der Vater den Sohn 1879 zum Bau einer eigenen Brauerei, die nicht mehr Ny Carlsberg, sondern Bryggeriet Valby heißen sollte (Valby nach dem Namen eines Kopenhagener Stadtteils). Noch bevor diese fertiggebaut war, kündigte der Vater dem Sohn 1881 die Pacht der Ny Carlsberg-Brauerei, was zu einem ernsthaften Zerwürfnis zwischen beiden führte. Erst 1886, ein halbes Jahr vor dem Tod des Vaters, kam es zur Versöhnung.
Als der Vater 1882 sein Testament machte, zahlte er seinen Sohn mit 1 Million Dänischen Kronen aus und verfügte, dass sein übriges Erbe in die Carlsberg-Stiftung fließen sollte. Auch erhielt der Sohn das Recht, wieder den Namen Ny Carlsberg zu benutzen. Carl Jacobsen baute seine Brauerei nun zu einer der größten auf dem europäischen Kontinent aus. Wenn Erweiterungsbauten seiner Fabrik erforderlich wurden, achtete Jacobsen darauf, dass diese in stilvoller und repräsentativer Architektur ausgeführt wurden, so bezeichnete er z. B. einen vom Architekten Vilhelm Dahlerup 1900 errichteten gewundenen Fabrikschornstein stolz als „den schönsten Dampfschornstein der Welt“. Zugleich bemühte sich Carl Jacobsen um die ständige Verbesserung des Herstellungsverfahrens. Im Jahr 1890 erreichte seine Bierproduktion mit 175.400 Hektolitern ihren vorläufigen Höhepunkt.
Nach dem Tod des Vaters 1887 war dessen Brauerei, mittlerweile Gammel Carlsberg („Alt Carlsberg“) genannt, zunächst von einer eigenen Geschäftsführung weitergeführt worden. 1901 bot Carl Jacobsen der väterlichen Carlsberg-Stiftung an, ihr auch seine Ny Carlsberg-Brauerei zu überschreiben, wenn seine Familie jährlich einen Anteil des Gewinns erhielte. Dies wurde 1902 vertraglich beschlossen, doch behielt die Gammel Carlsberg-Brauerei zunächst einen eigenen Geschäftsführer. Es dauerte noch bis 1906, als beide Brauereien wieder unter der Leitung Carl Jacobsens vereint wurden, wofür dieser akzeptierte, dass die Carlsberg-Stiftung ihm formal übergeordnet war. Carl Jacobsen leitete die fusionierten Carlsbergbrauereien bis zu seinem Tod 1914.

## Wirken als Kunstmäzen und Stifter

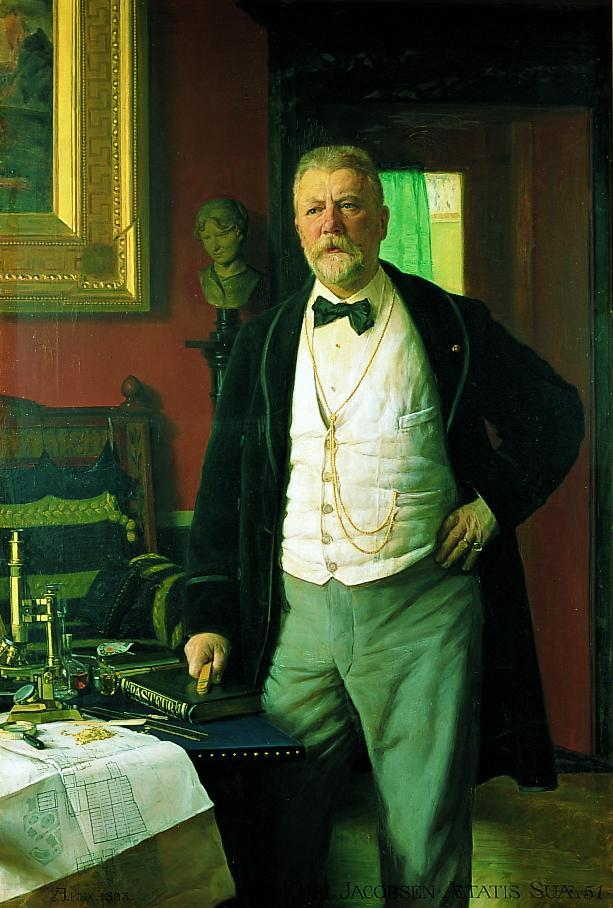
Carl Jacobsen. Gemälde von August Jerndorff 1893

Carl Jacobsen kam früh mit Kunst in Berührung, da sein Elternhaus mit Statuen von Bertel Thorvaldsen und Herman Wilhelm Bissen geschmückt war. 1851 und 1862 reiste Jacobsen mit seinem Vater durch Italien, wo er sich viele Museen und Monumente ansah. Bei einem Zwischenstopp auf der ersten Italienreise lernte er die Münchener Glyptothek kennen, die bei ihm einen bleibenden Eindruck hinterließ. Seit seinem Besuch der Weltausstellung 1878 in Paris begeisterte er sich für die zeitgenössische französische Skulptur (Alfred Barye, Jean-Baptiste Carpeaux, Auguste Rodin u. a.). 1879 stiftete Carl Jacobsen ein Legat von 100.000 Dänischen Kronen, das er (nach Thorvaldsens Vornamen Bertil) Albertina nannte und das in erster Linie verwendet werden sollte, um zeitgenössische französische Skulpturen auf öffentlichen Plätzen in Kopenhagen aufzustellen. Auch der von Carl Jacobsen 1902 gegründete Ny Carlsbergfond stattete die Stadt Kopenhagen u. a. mit Bronzestatuen aus. Eines der letzten Kunstwerke, die Carl Jacobsen in Auftrag gab, war Edvard Eriksens Kleine Meerjungfrau (1913). Insgesamt gehen etwa 60 Statuen im öffentlichen Raum Kopenhagens auf Carl Jacobsen zurück, was mit seiner Kunstauffassung zusammenhängt, dass Kunst nicht nur in Museen gehört, sondern popularisiert werden sollte. Jacobsen prägte den Satz: „Lebendige Kunst gehört zu lebendigen Menschen“ (dänisch: Den levende kunst hører det levende folk til).
Als der Vater 1882 Carl Jacobsen sein Erbe von 1 Million Dänischer Kronen ausbezahlte (siehe oben), setzte Jacobsen mit diesem Geld vier Stiftungen ein, die jeweils mit einer Viertelmillion Dänischer Kronen dotiert waren:

• mit der Arbeiterstiftung (Arbejderlegatet) wurden Arbeiterwohnungen auf dem Gebiet von Ny Carlsberg erbaut und Arbeiter unterstützt;

• mit der Kirchenstiftung (Kirkelegatet) wurde die Jesuskirche im Kopenhagener Stadtteil Valby erbaut, in deren Krypta sich auch die Gruft der Familie Jacobsen befindet;

• mit der Museumsstiftung (Museumslegatet) wurde Kunsthandwerk eingekauft, das im 1890 gegründeten dänischen Designmuseum (früher: Kunstindustriemuseum) ausgestellt ist;

• mit der Kunststiftung (Kunstlegatet) wurde in der Folgezeit der Kernbestand der Exponate der Ny Carlsberg Glyptotek angekauft.
Die Ny Carlsberg Glyptotek hat folgende Geschichte: Carl Jacobsen war der Ansicht, dass Kopenhagen im Vergleich zu anderen europäischen Hauptstädten nicht hinreichend mit Museen ausgestattet sei. Außerdem meinte er, dass die dänische Kunst durch die Konfrontation mit der damals tonangebenden französischen Kunst belebt und aus ihrer Provinzialität gerissen werden müsse. Daher hatte Jacobsen zunächst daran gedacht, die königlich-dänische Skulpturensammlung durch eigenes Sammeln zu ergänzen. Doch am 3. Oktober 1884 brannte das Schloss Christiansborg ab, wobei auch der größte Teil der im Schloss untergebrachten königlich-dänischen Skulpturensammlung vernichtet wurde. Daraufhin erweiterte Jacobsen zunächst in zwei Bauphasen 1885 und 1887 seine private Skulpturensammlung bei seinem Wohnhaus um neue Säle. Diese Sammlung wurde Glyptotek bzw. später rückblickend Gamle Glyptotek („Alte Glyptothek“) genannt. 1888 stiftete Jacobsen seine Sammlung der Öffentlichkeit und ließ hierfür, finanziert durch die Stadt Kopenhagen, von 1891 bis 1897 die Ny Carlsberg Glyptotek vom Architekten Vilhelm Dahlerup errichten. In diesem Bau konnten zunächst nur die modernen Skulpturen und Gemälde untergebracht werden, so dass von 1899 bis 1906 eine zweite Bauphase folgte, wobei der Architekt Hack Kampmann an der Rückseite des bereits bestehenden Museums das Gebäude für die antike Kunst errichtete. Der sich durch den Anbau ergebende Innenhof wurde mit einer großen Kuppel in Eisenkonstruktion überdacht.
1907 verfasste Jacobsen persönlich einen umfangreichen Katalog zu den antiken Kunstwerken der Ny Carlsberg Glyptotek, der lange maßgeblich blieb. 1909 ließ er die Kirchturmspitze der 1795 abgebrannten Nikolaikirche von Kopenhagen (seit 1917 Kunstmuseum bzw. Kunsthalle für moderne Kunst) wiederherstellen. Durch die phantasievolle neobarocke Turmspitze kam der Turm auf eine Höhe von 90 m und wurde zu einem der markantesten Wahrzeichen von Kopenhagen. Hierfür prägte Jacobsen die Formulierung, dass Kopenhagen „die Stadt mit den schönen Türmen“ (dänisch: byen med de skønne taarne) sein sollte. Sein Angebot, auch für die Kopenhagener Frue Kirke eine Turmspitze zu stiften, stieß jedoch nicht auf Gegenliebe und wurde nicht realisiert.

## Familiäres

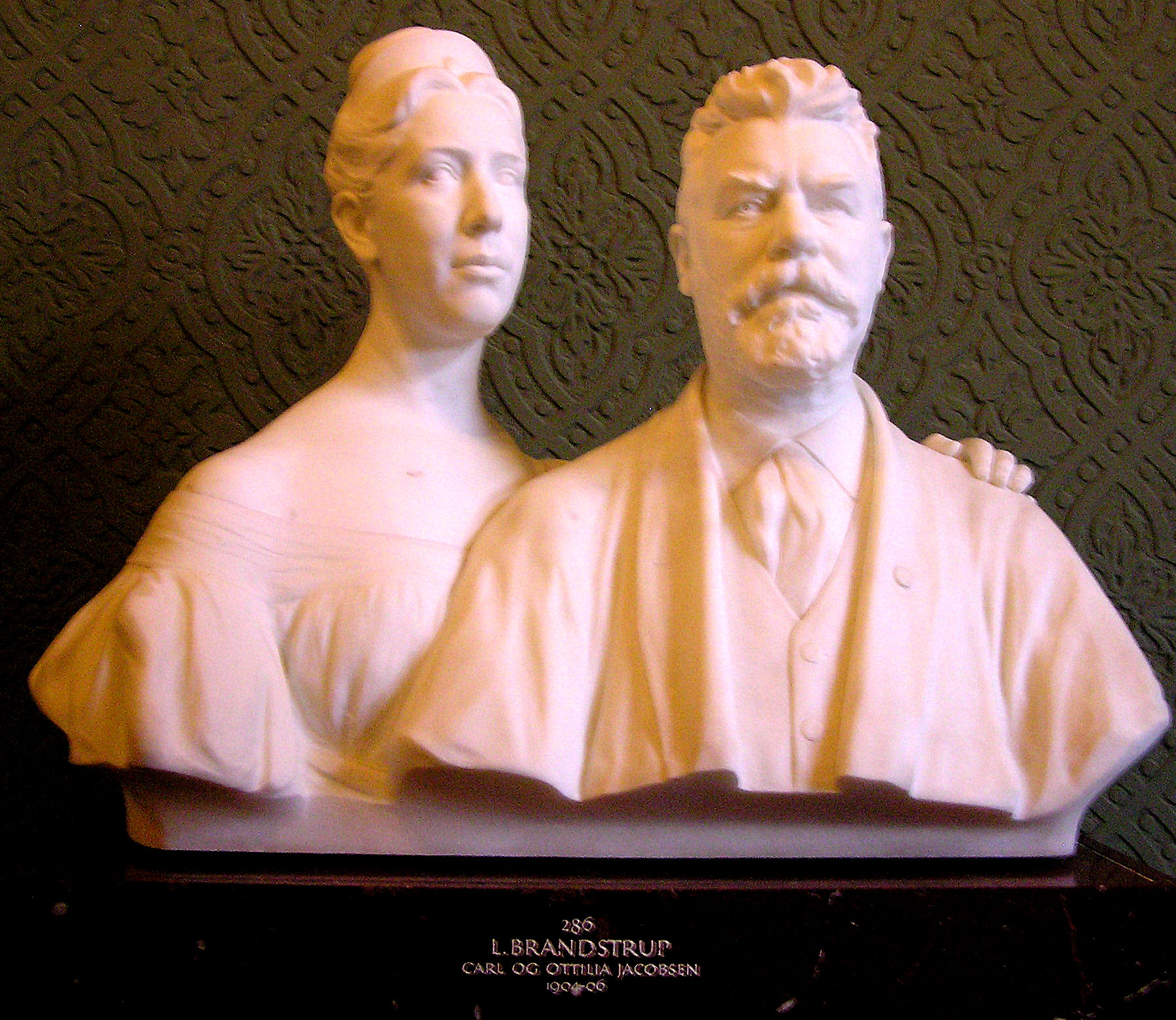
Ottilia und Carl Jacobsen. Büste von L. Brandstrup in der Ny Carlsberg Glyptotek, 1904–1906

Carl Jacobsen war in erster Ehe seit 1874 mit Ottilia Marie Stegmann (1854–1903) verheiratet; von ihren acht Kindern erreichten vier, zwei Söhne und zwei Töchter, das Erwachsenenalter. Eine zweite, 1906 geschlossene Ehe mit der 40 Jahre jüngeren Laura Louise Henriette (genannt Lilli) von Kohl (1882–1931) verlief unglücklich und wurde nach zwei Jahren geschieden. Von den beiden Söhnen aus erster Ehe übernahm Vagn Jacobsen (1884–1931) die Leitung der Carlsbergbrauereien und Helge Jacobsen (1882–1946) wurde Direktor der Ny Carlsberg Glyptotek.

## Ehrungen
Carl Jacobsen wurde 1888 Ritter des Dannebrogordens und erhielt 1891 das Ehrenzeichen dieses Ordens, wodurch er sich Dannebrogsmann nennen durfte. 1897 wurde er außerdem Kommandeur des Dannebrogordens und 1912 mit dessen Großkreuz ausgezeichnet. Weiter erhielt Carl Jacobsen 1897 die philosophische Ehrendoktorwürde der Universität Kopenhagen (Dr. phil h. c.). 1897 wurde er außerordentliches Mitglied der Königlich Dänischen Kunstakademie und 1913 Ehrenmitglied der Pariser Académie des Beaux-Arts.
Einen selbstgeschriebenen Lebenslauf, den Carl Jacobsen anlässlich der Verleihung des Ehrendoktorats für die Universitätsfestschrift schrieb, schloss er mit folgendem Vers von Bernhard Severin Ingemann ab:
Dänischer Text
Lykken gækker store, små,

leger med guldterning.

Lykkeligst at hvile på

er fuldendte gerning.
Deutsche Übersetzung
Das Glück foppt Große, Kleine.

Es spielt mit gold’nem Würfel.

Am glücklichsten, um sich darauf auszuruhen,

ist ein vollendetes Werk.